# 新杵屋
有限会社新杵屋（しんきねや）は、山形県米沢市米沢駅の駅弁などを製造・販売する会社。

## 沿革
- 1921年（大正10年） - 創業。当時は菓子の製造販売業者であった[1]。
- 1947年（昭和22年） - 駅弁の販売を開始[1]。
- 1965年（昭和42年） - 「有限会社新杵屋」設立。
- 1992年（平成4年） - 山形新幹線開業をきっかけに、「牛肉どまん中」を発売[1][2]。

## 駅弁

### 牛肉どまん中
- 米沢名物 牛丼弁当「牛肉どまん中」

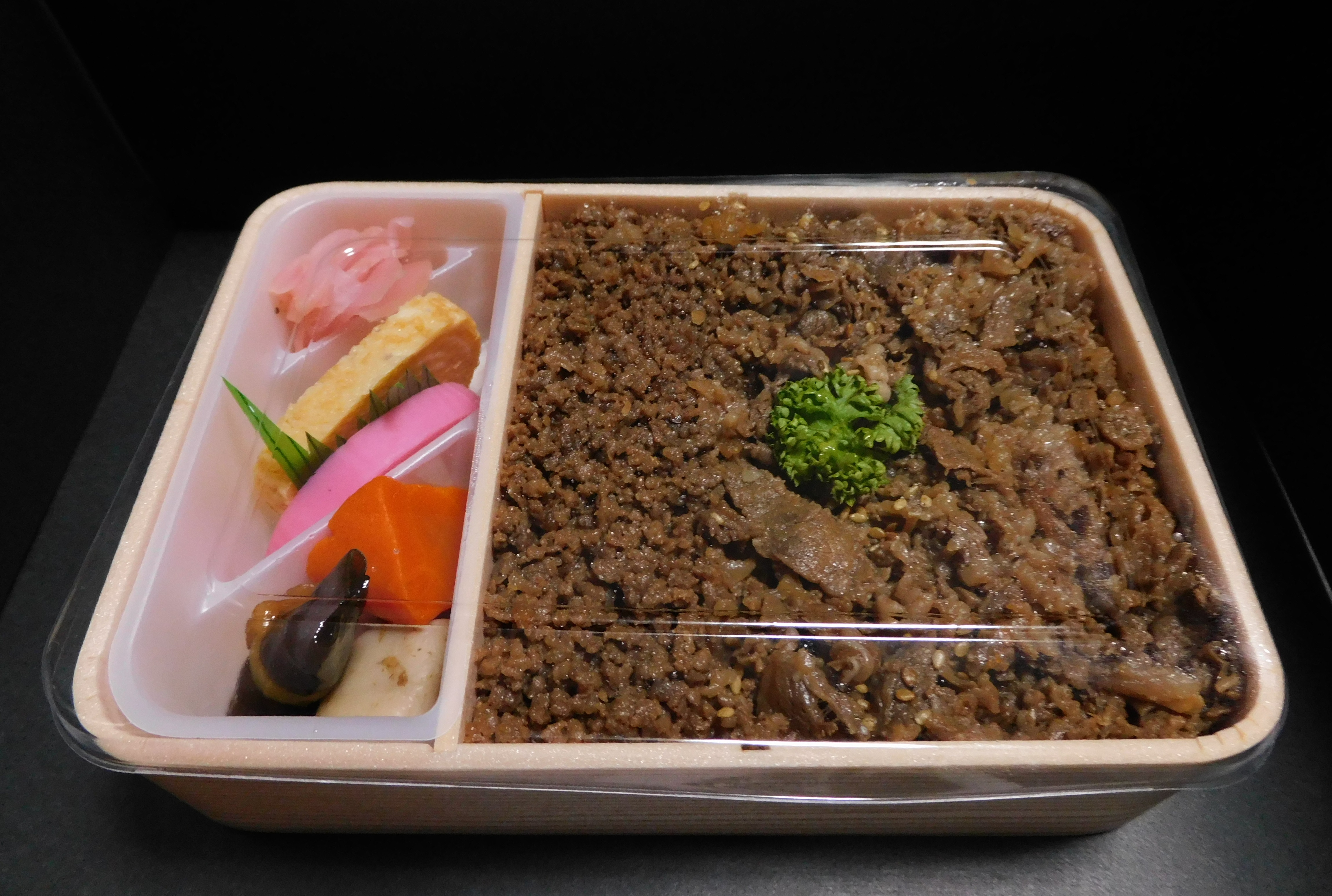
牛肉どまん中

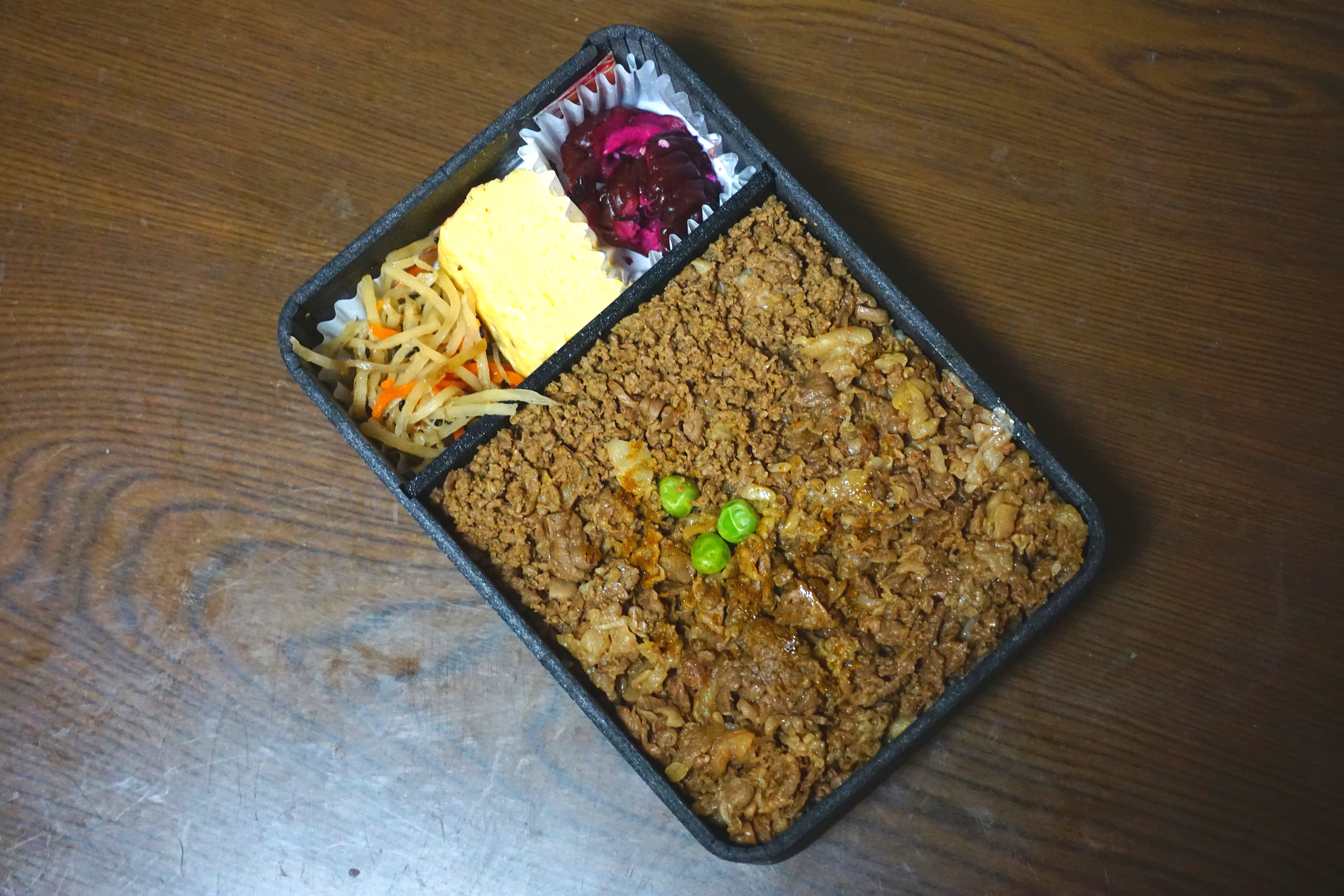
牛肉どまん中 カレー味

  - デパ地下等で開催の「全国駅弁まつり」常連駅弁。元祖有名駅弁と全国うまいもの大会では、2000年の初登場以来、毎回10位以内に入っている[3]。年間60万食を売り上げる[2]。かつては「つばさ」上り全列車の米沢以南で車内販売されていた。「どまん中」とは、駅弁としての「どまんなか」を目指す意味と、山形県で栽培されているコメの銘柄「どまんなか」を使用している意味がこめられている[1]。
  - 原材料名には、牛肉そぼろに国産和牛が使われているとあるものの、米沢牛使用の記載はない。
  - JR東日本が展開する「大人の休日倶楽部」のCMに登場した。
- 「牛肉どまん中　しお味」 - 包装は紺。
- 「牛肉どまん中　みそ味」 - 包装はマルーンブラウン。
- 「牛肉どまん中　カレー味」 - 包装はカレーイエローと茶のツートンカラーにグレービーボートのシルエット。
  - 「三味 牛肉どまん中」 - 醤油・しお・みその三味セット。おかず（玉子焼き、にしん昆布巻き、小芋土佐煮、人参煮〆、蒲鉾、桜漬け大根）と合わせ四つに仕切られている。
  - 「味くらべ 牛肉どまん中」 - 五つに仕切られ、おかず（玉子焼と桜漬け大根）が中央で醤油・しお・みそ・カレーの四味セット。
- 「牛肉どまん中 百選」（海鮮どまん中） - ハーフサイズの「牛肉どまん中」と「海鮮どまん中」（いくら、棒カニ足、帆立煮、鮭フレーク、錦糸卵、茎わかめ）のコンビ。容器は二つに分離できる。
  - 「牛肉どまん中 百選」（うなぎどまん中） - 同上。「うなぎどまん中」はたれ、香の物などが付いている。
  - 「牛肉どまん中 百選」（牛たんどまん中） - 同上。「牛たんどまん中」には青唐辛子の味噌漬けが別枠入り。
- 「米沢牛 焼肉どまん中」 - 「米沢牛」が使われていることを示すステッカーあり。包装は黒に城の石垣を思わせるデザイン。
  - 「牛肉どまん中 百選」（焼肉どまん中） - 「牛肉どまん中」と「米沢牛 焼肉どまん中」のコンビ。他のラインナップと同様、容器は二つに分離できる。

### 他の牛肉駅弁
- 元祖「牛肉弁当」 - 包装は赤に中身の写真[4]。昭和32年より販売開始。糸こんにゃくの煮つけと牛肉煮がのっている。
  - 特製「牛肉弁当」 - 発熱体を容器下部に入れ、温かさを４時間保温。
  - あったか「牛肉弁当」 - 特製容器のひもを引き数分待つ事により、温かくして食べられる弁当。
- 牛三昧弁当「栄太郎」 - 卵のそぼろととびっこ、そして黒毛和牛の焼肉がのった焼肉弁当の一種。数量限定。
- 米沢名物「牛そぼろ弁当」 - タレで味付けした牛そぼろと卵そぼろがのった弁当。

### 幕の内・一般駅弁
- 「栗めし弁当」 - 昭和の頃は牛肉の駅弁に次ぐ、米沢駅の駅弁ロングセラー。
- 「幕の内弁当」 - 俵の型押しのゴマ振り日の丸ご飯に、マス塩焼、ウインナー、ひじき、蒲鉾、玉子焼、高野豆腐、うぐいす豆と牛肉煮など。
- 手ごねハンバーグで「はらくっち」 - 置賜を含め、山形の郷土料理を厳選した弁当。数量限定。

### 期間限定
やまがた花回廊キャンペーン（2007年4月 - 6月販売）
- 「米沢ぎゅうぎゅう弁当」 - 米沢の名産を使った幕の内弁当。

山形新幹線開業30周年記念弁当（2022年販売）
- 「やまがた肉三昧どまん中」 - 米沢牛、天元豚、さくらんぼ鶏、赤かぶなどを使った弁当[5]。

## その他販売商品
- 米沢牛肉
- 米沢牛肉加工品
- さくらんぼ
- 漬け物
- 揚げ煎餅「牛肉どまん中」 - 駅弁の「牛肉どまん中」の風味を再現した揚げ煎餅[6]。茨城県のまるせん米菓との共同開発[7]。
- 牛肉どまん中ピザ - 米の「どまんなか」を100%使用した米粉の生地に「牛肉どまん中」の牛肉・そぼろを載せたピザ[8][9]。新型コロナウイルス感染症の流行による行動制限で、米の「どまんなか」が大量に余ったことから、道の駅米沢と共同開発した[8][9]。

## 直営店
- 新杵屋
  - 山形県米沢市東3-1-1（米沢駅前)
  - 1階は駅弁の販売店、2階はカフェマレットと食房 杵（米沢牛のレストラン）である[10]。
- 牛たん屋 福島店
  - 福島県福島市栄町1番1号（福島駅新幹線改札内）

## 販売箇所
- 本店（米沢駅前）
- 米沢駅
  - 1番線ホーム立売（新きねや直営）
  - 待合室内土産店（おみやげ処よねざわ)
- 赤湯駅構内NEWDAYS赤湯
- 東京駅・仙台駅等にあるNRE駅弁販売店「駅弁屋祭」
  - 「米沢名物 牛丼弁当『牛肉どまん中』」のみ販売。

かつては山形新幹線「つばさ」車内（下り列車は要望があるときのみ、米沢駅で積込む）でも、「米沢名物 牛丼弁当『牛肉どまん中』」を販売していたが、「つばさ」での車内販売縮小に伴って2019年3月15日をもって終了した。

## テレビ出演
- スーパーテレビ情報最前線「1992年夏　豪華列車の旅」（日本テレビ1992年夏）
  - :山形新幹線開業を機に開発した「米沢名物ABC弁当」や開業前後の推移の取材を松川弁当店や日本食堂調理センターとともに受けている。